# Ronde van Frankrijk 1963
| Route van de Ronde van Frankrijk 1963. |                          |              |
| Eindklassement                         |                          |              |
| Algemeen klassement                    | Jacques Anquetil         | 113h 30' 05" |
| Tweede                                 | Federico Bahamontes      | + 3' 35"     |
| Derde                                  | José Pérez Francés       | + 10' 14"    |
| Vierde                                 | Jean-Claude Lebaube      | + 11' 55"    |
| Vijfde                                 | Armand Desmet            | + 15' 00"    |
| Zesde                                  | Angelino Soler           | + 15' 04"    |
| Zevende                                | Renzo Fontona            | + 15' 27"    |
| Achtste                                | Raymond Poulidor         | + 16' 46"    |
| Negende                                | Hans Junkermann          | + 18' 53"    |
| Tiende                                 | Rik Van Looy             | + 19' 24"    |
| Rode Lantaarn                          | Willy Derboven (76e)     | + 2h 45' 10" |
| Puntenklassement                       | Rik Van Looy             | 275 punten   |
| Tweede                                 | Jacques Anquetil         | 138 punten   |
| Derde                                  | Federico Bahamontes      | 123 punten   |
| Bergklassement                         | Federico Bahamontes      | 147 punten   |
| Tweede                                 | Raymond Poulidor         | 70 punten    |
| Derde                                  | Guy Ignolin              | 68 punten    |
| Ploegenklassement                      | St.Raphaël-Gitane        | -            |
| Tweede                                 | Pelforth-Sauvage-Lejeune | -            |
| Derde                                  | Faema-Flandria           | -            |

De 50e e editie van de Ronde van Frankrijk ging van start op 23 juni 1963 in Nogent-sur-Marne en eindigde op 14 juli in Parijs. Er stonden 130 renners verdeeld over 13 ploegen aan de start.
- Aantal ritten: 21
- Totale afstand: 4210 km
- Gemiddelde snelheid: 37.092 km/h
- Aantal deelnemers: 130
- Aantal uitgevallen: 54

## Belgische en Nederlandse prestaties
In totaal namen er 45 Belgen en 4 Nederlanders deel aan de Tour van 1963.

### Belgische etappezeges
- Eddy Pauwels won de 1e etappe van Nogent-sur-Marne naar Épernay
- Rik Van Looy won de 2e etappe deel A van Reims naar Jambes, de 8e etappe van Limoges naar Bordeaux, de 13e etappe van Toulouse naar Aurillac en de 21e etappe van Troyes naar Parijs
- Frans Melckenbeeck won de 4e etappe van Roubaix naar Rouen
- Roger De Breuker won de 6e etappe deel A van Rennes naar Angers en de 20e etappe van Besançon naar Troyes
- Pino Cerami won de 9e etappe van Bordeaux naar Pau
- Frans Brands won de 18e etappe van Chamonix naar Lons-le-Saunier

### Nederlandse etappezeges
- Jan Janssen won de 7e etappe van Angers naar Limoges

## Etappe-overzicht

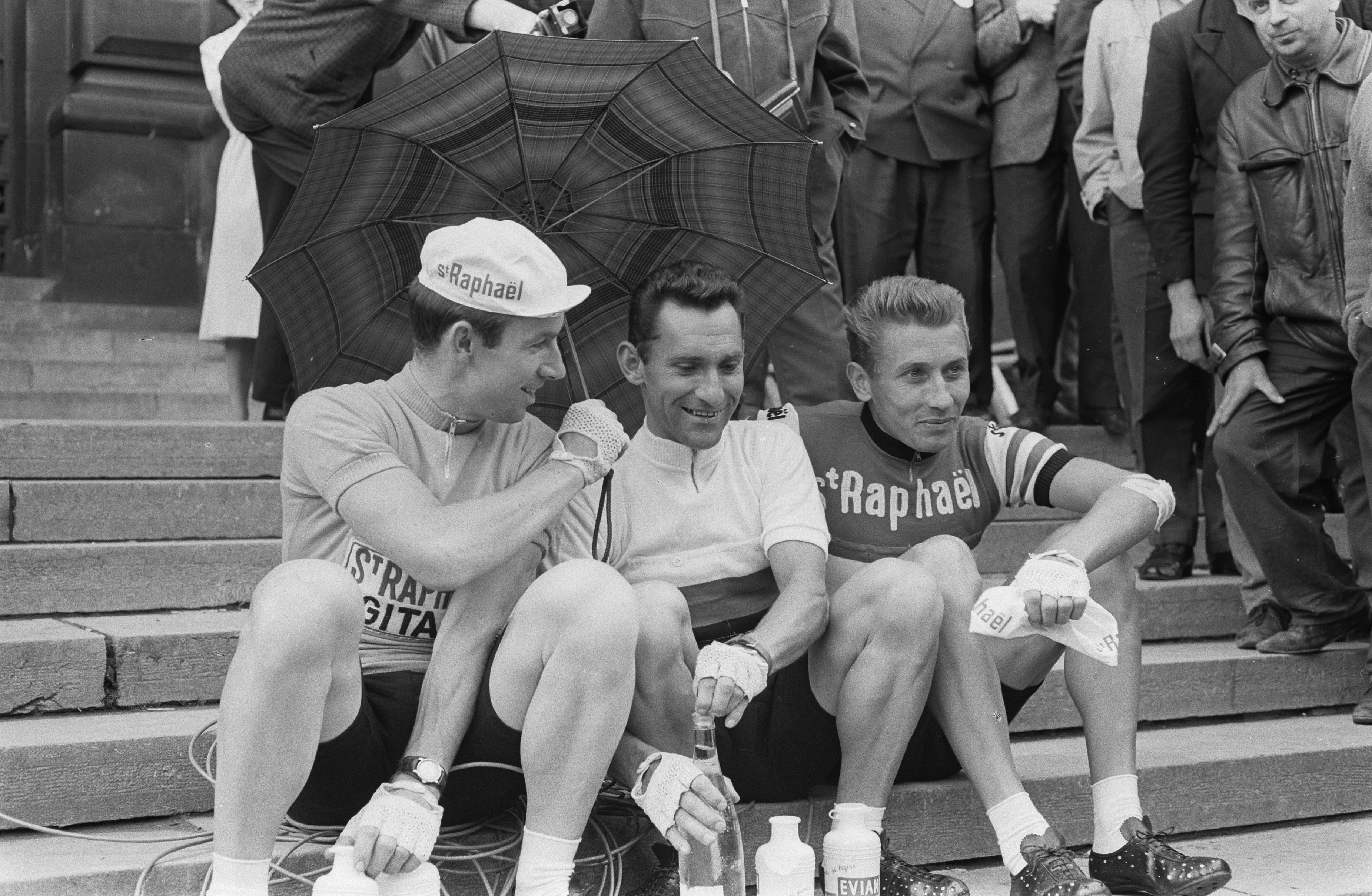
27 juni 1963: Seamus Elliott, Jean Stablinski en Jacques Anquetil onder een paraplu.

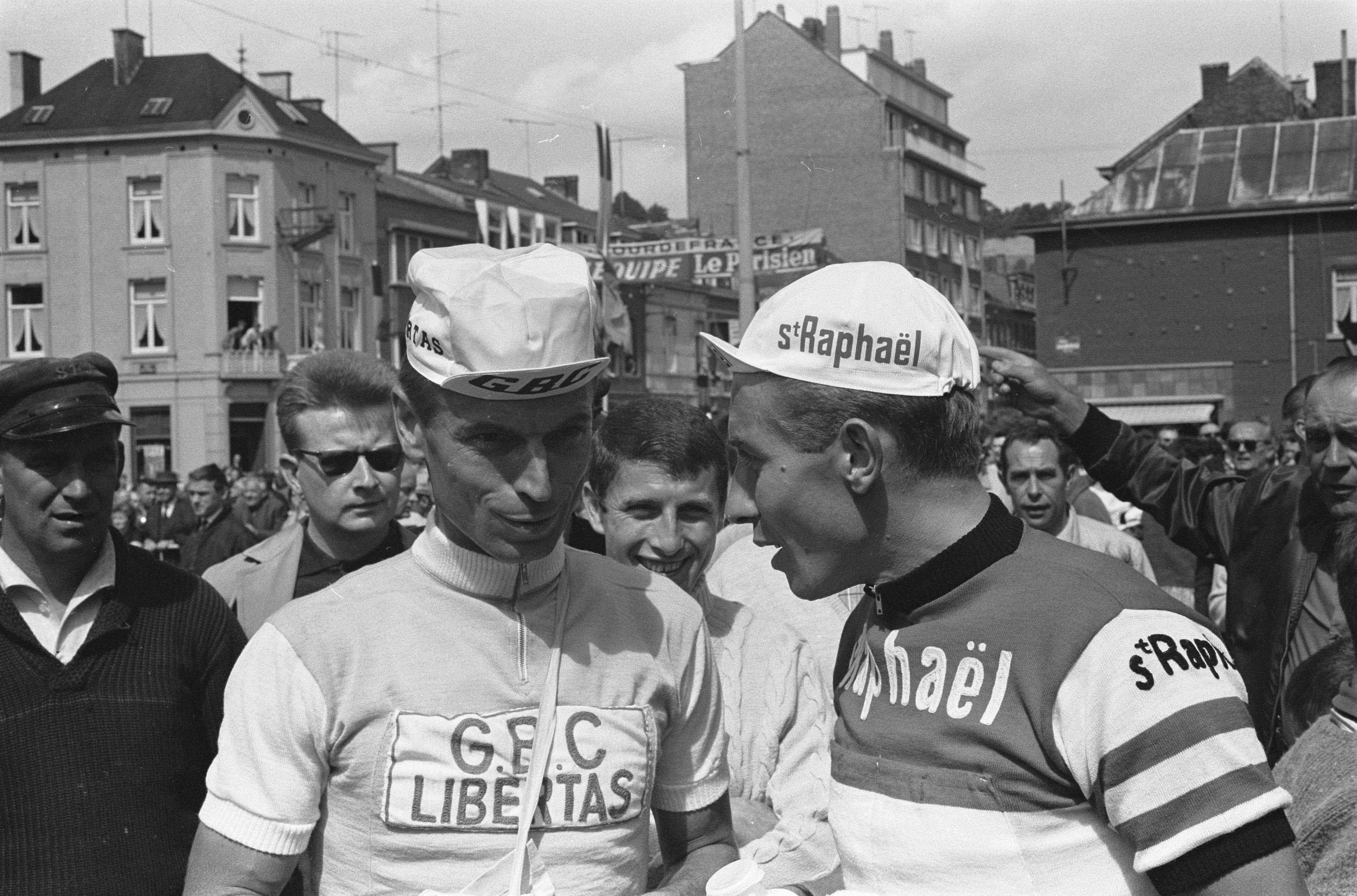
Rik Van Looy en Jacques Anquetil voor de start van de vijfde etappe in Rouen

- 1e Etappe Nogent-sur-Marne - Épernay: Eddy Pauwels (Bel)
- 2ae Etappe Reims - Jambes: Rik Van Looy (Bel)
- 2be Etappe Jambes - Jambes: Pelforth-Sauvage
- 3e Etappe Jambes - Roubaix: Seamus Elliott (Ier)
- 4e Etappe Roubaix - Rouen: Frans Melckenbeeck (Bel)
- 5e Etappe Rouen - Rennes: Antonio Bailetti (Ita)
- 6ae Etappe Rennes - Angers: Roger De Breuker (Bel)
- 6be Etappe Rennes - Rennes: Jacques Anquetil (Fra)
- 7e Etappe Angers - Limoges: Jan Janssen (Ned)
- 8e Etappe Limoges - Bordeaux: Rik Van Looy (Bel)
- 9e Etappe Bordeaux - Pau: Pino Cerami (Bel)
- 10e Etappe Pau - Bagnères-de-Bigorre: Jacques Anquetil (Fra)
- 11e Etappe Bagnères-de-Bigorre - Luchon: Guy Ignolin (Fra)
- 12e Etappe Luchon - Toulouse: André Darrigade (Fra)
- 13e Etappe Toulouse - Aurillac: Rik Van Looy (Bel)
- 14e Etappe Aurillac - Saint-Étienne: Guy Ignolin (Fra)
- 15e Etappe Saint-Étienne - Grenoble: Federico Bahamontes (Spa)
- 16e Etappe Grenoble - Val d'Isère: Fernando Manzaneque (Spa)
- 17e Etappe Val d'Isère - Chamonix-Mont-Blanc: Jacques Anquetil (Fra)
- 18e Etappe Chamonix-Mont-Blanc - Lons-le-Saunier: Frans Brands (Bel)
- 19e Etappe Arbois - Besançon: Jacques Anquetil (Fra)
- 20e Etappe Besançon - Troyes: Roger De Breuker (Bel)
- 21e Etappe Troyes - Parijs: Rik Van Looy (Bel)

## In populaire cultuur
Van 1947 tot en met 1964 tekende de Belgische striptekenaar Marc Sleen een jaarlijks humoristisch verslag van alle ritten van de Ronde van Frankrijk in zijn stripreeks  De Ronde van Frankrijk Ook de Tour van 1963 was hierbij.
 winnaars gele trui · 
 puntenklassement · 
 bergklassement · 
 jongerenklassement · 
 tussensprintklassement · 
 combinatieklassement · 
 ploegenklassement · 
 strijdlust · 
rode lantaarn
records · meeste deelnames · ranglijst etappewinnaars · bekende beklimmingen · valpartijen · dopinggevallen · Grand Départ · Souvenir Henri Desgrange
1903 · 
1904 · 
1905 · 
1906 · 
1907 · 
1908 · 
1909 · 
1910 · 
1911 · 
1912 · 
1913 · 
1914 ·
1915 ·
1916 ·
1917 ·
1918 · 
1919 · 
1920 · 
1921 · 
1922 · 
1923 · 
1924 · 
1925 · 
1926 · 
1927 · 
1928 · 
1929 · 
1930 · 
1931 · 
1932 · 
1933 · 
1934 · 
1935 · 
1936 · 
1937 · 
1938 · 
1939 · 
1940 ·
1941 ·
1942 ·
1943 ·
1944 ·
1945 ·
1946 ·
1947 · 
1948 · 
1949 · 
1950 · 
1951 · 
1952 · 
1953 · 
1954 · 
1955 · 
1956 · 
1957 · 
1958 · 
1959 · 
1960 · 
1961 · 
1962 · 
1963 · 
1964 · 
1965 · 
1966 · 
1967 · 
1968 · 
1969 · 
1970 · 
1971 · 
1972 · 
1973 · 
1974 · 
1975 · 
1976 · 
1977 · 
1978 · 
1979 · 
1980 · 
1981 · 
1982 · 
1983 · 
1984 · 
1985 · 
1986 · 
1987 · 
1988 · 
1989 · 
1990 · 
1991 · 
1992 · 
1993 · 
1994 · 
1995 · 
1996 · 
1997 · 
1998 · 
1999 · 
2000 · 
2001 · 
2002 · 
2003 · 
2004 · 
2005 · 
2006 · 
2007 · 
2008 · 
2009 · 
2010 · 
2011 · 
2012 · 
2013 · 
2014 · 
2015 · 
2016 · 
2017 · 
2018 · 
2019 ·
2020 · 
2021 · 
2022 · 
2023 · 
2024 · 
2025